# Cobscook Bay

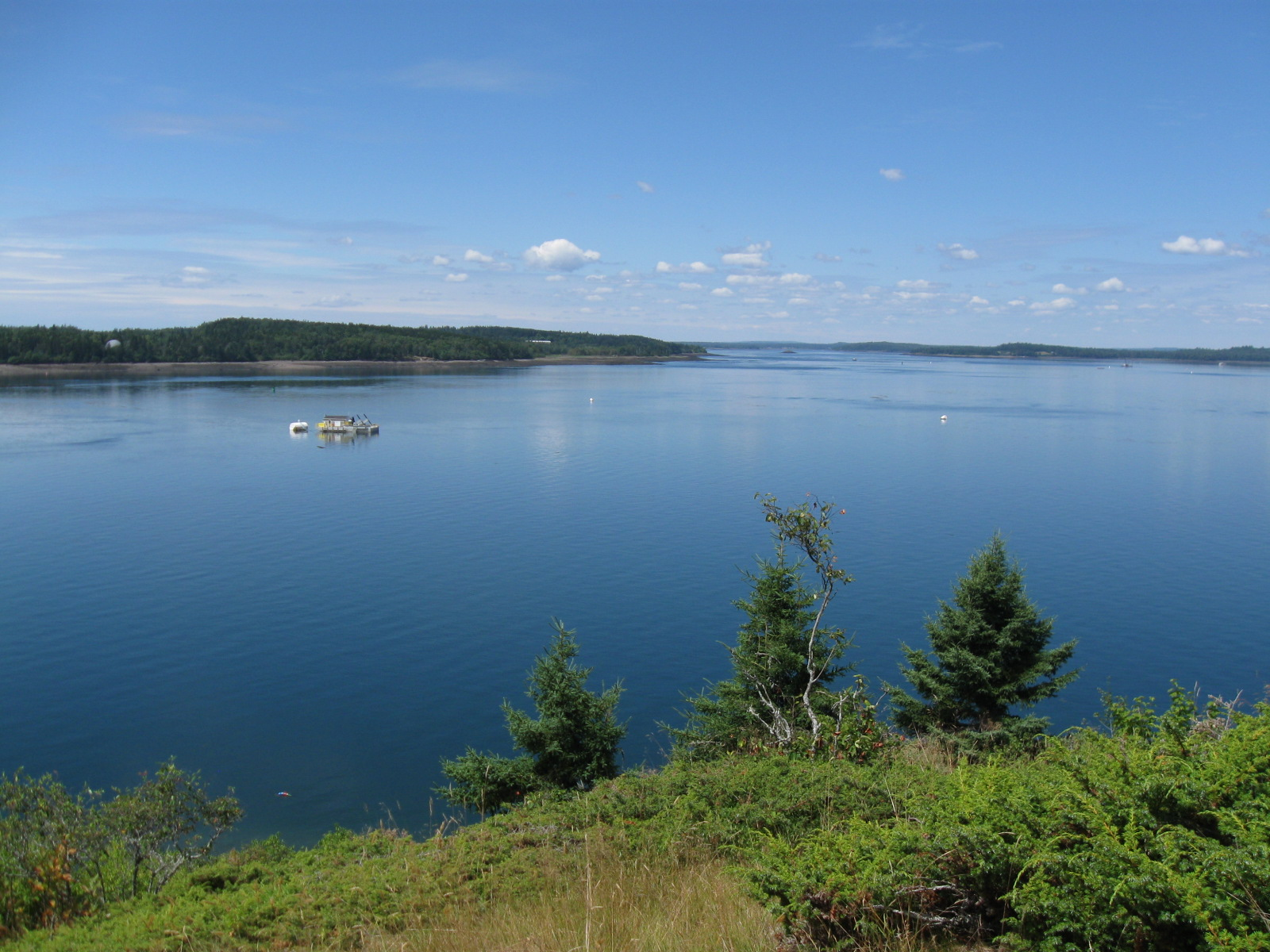
Cobscook Bay

Die Cobscook Bay ist die Mündungsbucht von Orange, Dennys und Pennamaquan River im Washington County im Nordosten des Bundesstaates Maine.
Sie öffnet sich zwischen Eastport und Lubec nach Osten der Passamaquoddy Bay; die Bucht ist in zahlreiche Arme, Durchfahrten und Buchten unterteilt, die Dennys Bay ist eine zwischen Dennysville und Whiting gelegene Nebenbucht der Cobscook Bay. Die den Eingang zur Bucht bildenden Orte Eastport und Lubec sind nur 4 Meilen (ca. 6,5 km) voneinander entfernt, die Straßendistanz beträgt aber etwa 40 Meilen (ca. 65 km). An der Cobscook Bay liegt die 35 km² große Edmunds Division des Moosehorn National Wildlife Refuge mit dem Cobscook Bay State Park.
Der Tidenhub in der Bucht beträgt etwa 7 Meter.